# キスでふさいで、バレないで。
『キスでふさいで、バレないで。』は、ふどのふどうによる日本の漫画作品。シーモアコミックス（旧：ソルマーレ編集部）のティーンズラブのオリジナル漫画レーベル『スキして?桃色日記』の作品として、総合電子書籍販売Webサイト『コミックシーモア』にて2020年10月17日より連載中。
成人男女の恋愛をテーマにキスから始まる性愛表現を含む内容で、作品名の公式略称は『キスバレ』。
2025年2月より4月8日まで、読売テレビ『ドラマDiVE+』枠の第2弾にて本作を原作とした全10話のテレビドラマが放送された。なお漫画はまだ連載中なので、ドラマ版の最終回は原作・第20話で塩谷が佐藤と2人でデート中に吐露した結婚の意思表明エピソードをアレンジしたオリジナル展開であった。

## 作風・評価
累計発行部数は300万部を突破している（2024年12月時点 / 既刊単行本：電子書籍版4巻およびB6判(紙)3巻の合算）。
2022年には、同サイトが主催する「みんなが選ぶ!!電子コミック大賞2022」にてTL部門を受賞した。
TL漫画の愛読者であるライターの青柳美帆子、藤谷千明および井﨑彩（週刊文春WOMAN編集長）3名による女性誌座談会に於いて、青柳は「ふどの先生は絵が凄く綺麗」だと述べ、井﨑は「TLジャンル作品には毎話エロが必要な為、とりあえずエロ場面を描いたといった作品も多々ある中で、『キスバレ』は必然性のあるエロ場面な上に、毎回スムーズにエロ展開に持ち込む塩谷のヒーロー像が新しい」と語っている。
また3名それぞれの「ベストTL3選」に、井﨑は『木更津くんの××が見たい』（著：萩原ケイク）、『発情する運命〜エリートαの理性が限界〜』（著：七緒リヲン）と並び『キスバレ』を選出している。

## 登場人物
＊登場順に記載
佐藤 楓（さとう かえで）
「総務部総務課」から「営業部」に異動してきたばかりの営業事務を担う女性社員・26歳で、異動前は同じフロアだった「IT部」の塩谷に2年間片想いしているという、楓のモノローグで物語はスタートする。身長162cm。異動当初、営業部の先輩・溝口からは楓の仕事が遅いと蔑む目で見られており、楓は溝口を苦手にしていた。
なお、作中に具体的階数の記述はないが、営業部が上階で総務部＆IT部は下のフロアという構造で複数の企業が同居するオフィスビルなため、執務室の解錠には社員証が必須。
中学時代はソフトボール部所属で足が速いという裏設定がある。
塩谷 大輔（しおや だいすけ）
「IT部」所属の男性社員で、楓の先輩にあたる同僚。29歳、身長184cm。塩谷の自宅は勤め先から徒歩5分の場所にあり、同期でルームシェアをしている溝口とは同じ大学の同じ学部学科に所属していた過去があり、お互い相手の恋愛事情にも詳しい。溝口曰く「塩谷は甘味と仕事しか興味がない男」で、身長が高いので外見の良さも目立って、大学時代から女性にモテていた。
塩谷は「言葉が足りない」との欠点を本人も自覚していて、大学時代から他人とのコミュニケーション能力が高い溝口を「人の懐に入るのが上手く、男女交際の過程で自身よりも女性から本当に好かれる男」と認識し、楓と両想い成立後も溝口の行動力に嫉妬するエピがある。塩谷は楓に対して真剣な恋愛で結婚願望がある。高校入学後に一気に身長が伸び、モテる男になった。
溝口 悟（みぞぐち さとる）
「営業部」所属の有望株の男性社員で、楓の先輩にあたる同僚。29歳、身長179cm。同期の塩谷の自宅に勝手に棲みつきルームシェアが始まるが、どっちかに彼女が出来たら出て行くと発言済み。

### その他の登場人物・同僚
臼田（うすた）
元「営業部」所属で10年間在籍していた、楓の前任者の女性社員。溝口が新人時代に恩がある、仕事熱心で真面目だが厳しい面を併せ持つ先輩。自分にも他人にも厳しかったので、営業部の雰囲気がピリピリする事もあった。
大野
「営業部」所属の女性社員で既婚者、楓の隣席。
柴山
「営業部」所属の新人男性社員。楓からも「柴山くん」呼びされている。
営業部課長
楓や溝口の直属の上司で眼鏡着用、物腰が柔らかい男性社員。
営業部部長
楓や溝口の上司。応接室の場面で登場する黒髪短髪の男性社員。
織部 洋子（おりべ ようこ）
「総務部総務課」所属の女性社員で、楓の新入社員時代の指導係。多数いた中途採用の派遣から正社員採用に格上げされたのが元・営業部の臼田と織部の2人のみで、織部は同期の臼田を「戦友」と呼び、2人の関係性を楓が羨むような描写がある。
油井 晋也（ゆい しんや）
総務部総務課長で、楓の新入社員時代の直属の上司。既婚者で妻が同じ会社の広報部に所属している。
松雪（まつゆき）
「営業部」所属の女性社員で、ウェーブがかった長髪美女に描かれる。楓からは先輩で、溝口からは後輩に当たる。溝口が楓に片思い中なのを察して、業務に支障が出ない範囲で溝口支援の策を講じるエピがある。
小田島（おだしま）
「IT部」所属の男性社員で35歳眼鏡の既婚者、塩谷の隣席で同僚。「社員旅行エピ」が本格化する第21話頃より度々登場し、塩谷と楓の2人をさりげなくフォローする場面がある。塩谷同様のスイーツ好きで、塩谷曰く「俺より食べる」。妻の名前は「美加」で育休も厭わない愛妻家、ちょっと太め体型。
IT部部長
塩谷や小田島の上司で、御礼の言葉を率直に発する男性社員。部下の様子をキチンと把握している描写がある。
浅野（あさの）
「法務部」所属の女性社員で、楓の同期。楓が「塩谷が恋人」だと告白する友人の1人。愛称は「あさのん」。
三手（みつで）
「経理部」所属の女性社員で、楓の同期。楓が「塩谷が恋人」だと告白する友人の1人。愛称は「みっちゃん」。楓にアクシデントがあった時に親身になる描写がある。

## 作品リスト
＊総合電子書籍販売書店Web『コミックシーモア』にてマイクロ（分冊）版として連載後、同Webサイト・オリジナル作品レーベルより「電子書籍版コミックス」を先行配信し、数ヶ月以上のちに「B6判（紙版）コミックス」に収録・発行されている。
電子書籍版単行本
- ふどのふどう 『キスでふさいで、バレないで。』 シーモアコミックス（旧社名：ソルマーレ編集部）〈スキして?桃色日記〉、既刊6巻（2025年4月19日時点[1]）
  1. 2021年6月19日配信開始[43]
  2. 2022年4月16日配信開始[44]
  3. 2023年2月18日配信開始[45]
  4. 2024年8月17日配信開始[46]
  5. 2025年3月15日配信開始[47]。
  6. 2025年4月19日配信開始[48]。

B6判（紙書籍版）単行本
- ふどのふどう 『キスでふさいで、バレないで。』 ハーパーコリンズ・ジャパン〈プティルHoneyコミックス〉、既刊4巻（2025年2月21日現在[2]）
  1. 2021年8月24日初版発行（同年8月17日発売[49]）、ISBN 978-4-596-01068-1
  2. 2022年8月23日初版発行（同年8月16日発売[50]）、ISBN 978-4-596-74661-0
  3. 2023年7月25日初版発行（同年7月18日発売[51]）、ISBN 978-4-596-77558-0
  4. 2025年2月28日初版発行（同年2月21日発売[52]）、ISBN 978-4-596-72241-6

## 原作漫画とTVドラマ版の表現比較
本項冒頭に出典として電子版コミックスのページを複数記述したように原作漫画は露骨な性愛表現（執拗に女性キャラの胸を舐める / 男女どちらもお互いの性器を舐め合う・撫で回す / 全裸場面 / ラブホテルでコスプレ性交ほか）が多々あるが、ドラマ版には3名のインティマシー・コーディネーター監修のもと、キス以外では首・腕・足を舐める程度のマイルドな表現に変更された。
クローズアップで紺野が映る場面では、顔は映っても鎖骨も映るかどうかの一瞬で、ほぼ側面や背後からになっていた。
主演の紺野が下着（キャミソール）を脱ぐ場面では素肌が露出しているのは腋や肩から上のみで、最終話では毛布の中での性交を示してはいたが、藤井も紺野も膝下と肩から上しか映像化されなかった。
キスに伴うリップ音や感応した嬌声も小さく抑えた表現となり、ティーンズラブ作品でありがちな男女の体液に伴う大袈裟な水音や映像描写は無かった。

## テレビドラマ
2025年2月4日（3日深夜）から4月8日（7日深夜）まで、読売テレビ「ドラマDiVE+」枠で放送された。主演は藤井流星（WEST.）と紺野彩夏。

### キャスト

#### 主要人物
塩谷大輔（しおや だいすけ）〈30〉
演 - 藤井流星（WEST.）
「IT部」所属、楓の憧れの先輩。

佐藤楓（さとう かえで）〈26〉
演 - 紺野彩夏
「営業部」所属。

溝口悟（みぞぐち さとる）〈30〉
演 - 川島如恵留（Travis Japan）
「営業部」所属、楓にとって先輩・同僚。
臼田広美（うすた ひろみ）〈32〉
演 - 我妻三輪子
「経理部」所属、楓にとって先輩にあたり楓の前任者（元営業部所属）。
松雪透子（まつゆき とうこ）〈29〉
演 - 優希美青
「営業部」所属、楓にとって先輩・同僚。
芝山圭人（しばやま けいと）〈25〉
演 - 春本ヒロ
「営業部」所属、楓にとって後輩・同僚。
織部洋子（おりべ ようこ）〈当時️30〉
演 - 佐津川愛美
2年前に退職した元「総務部」所属の女性社員。楓の総務部時代の先輩で、第5話の楓の回想より登場。
油井普也（ゆい しんや）〈当時️40〉
演 - 松澤匠
楓の総務部時代の直属の上司で退職した元・総務課長。第6話で2年前の回想シーンに登場し、楓にセクハラしたり織部と不倫していた事実が明らかとなる。
なお、原作では中途退職者が増えた総務部を調査するよう、上司より塩谷が特命の指示を受けるエピ（第35話）も描かれているが、ドラマ版ではその部分は曖昧である。
夏目ミサキ（なつめ みさき）〈30〉
演 - 森香澄
第4話より登場のあざと可愛い女子!?でキーパーソン。塩谷と過去に？（ドラマ版オリジナルキャラクター）。

### スタッフ
- 原作 - 『キスでふさいで、バレないで。』ふどのふどう（シーモアコミックス）[10]
- 監督 - 畑中みゆき、吉川祐太[10]
- 脚本 - 下亜友美[10]
- 音楽 - 田井千里
- オープニング主題歌 - WEST.「shhhhhhh!!」（ELOV-Label）[59]
- エンディング主題歌 - 天月×センラ「フラフラ」（LOG-IN）[60]
- チーフプロデューサー - 福田浩之（ytv）、内部健太郎（avex）
- プロデューサー - 田渕草人、矢部誠人、福士まりか（ytv）、辻村和也（avex）、永橋奈美（EAST）
- アソシエイトプロデューサー - 重松圭一、雨無麻友子（EAST）[61]
- インティマシーコーディネーター - 森山景（第1話・第3 - 8話）、浅田智穂（第9話）、多賀公英（最終話）
- 制作プロダクション - イースト[10]
- 製作 - 「キスでふさいで、バレないで。」製作委員会、読売テレビ、エイベックス・ピクチャーズ[10]

### 放送日程
| 話数   | 放送日  | サブタイトル                     | 監督       |
| ------ | ------- | -------------------------------- | ---------- |
| 第1話  | 2月04日 | 俺の腕、しばって―                | 畑中みゆき |
| 第2話  | 2月11日 | ごめん濡れちゃって…              | 畑中みゆき |
| 第3話  | 2月18日 | 今は、"マテ"ができない           | 畑中みゆき |
| 第4話  | 2月25日 | このケーキなら、毎日食べたい     | 畑中みゆき |
| 第5話  | 3月04日 | 触ったとこ、消毒しないと         | 吉川祐太   |
| 第6話  | 3月11日 | 好きだから…ずっと前から          | 吉川祐太   |
| 第7話  | 3月18日 | ほら、本気で抵抗してみて         | 吉川祐太   |
| 第8話  | 3月25日 | もっと俺の事で、いっぱいになれよ | 畑中みゆき |
| 第9話  | 4月01日 | よく出来ました                   | 畑中みゆき |
| 最終話 | 4月08日 | 俺の本気                         | 畑中みゆき |

- 第4話は、1分繰り下げられ、1時30分 - 2時に放送された[63]。
- 第6話は、11分繰り下げられ、1時40分 - 2時10分に放送された[64]。
- 第7話は、10分繰り下げられ、1時39分 - 2時9分に放送された[65]。

| 読売テレビ ドラマDiVE+                                                   | 読売テレビ ドラマDiVE+                                 | 読売テレビ ドラマDiVE+      |
| 前番組                                                                   | 番組名                                                 | 次番組                      |
| ------------------------------------------------------------------------ | ------------------------------------------------------ | --------------------------- |
| 未成年 〜未熟な俺たちは不器用に進行中〜 （2024年11月5日 - 2025年1月7日） | キスでふさいで、バレないで。 （2025年2月4日 - 4月8日） | FOGDOG （2025年7月22日 - ） |